# Poljaci u Ukrajini
Poljaci u Ukrajini  (poljski: Polacy na Ukrainie, ukrajinski: Поляки в Україні) su osma po veličini nacionalna manjina u Ukrajini. Većina Poljaka živi u Žitomirskoj, Hmeljničkoj i Lavovskoj oblast.

## Povijest
Povijest poljskih naselja na području današnje Ukrajine datira od 1030. – 1031. U kasnom srednjem vijeku, nakon izumiranja Rurikid dinastije 1323., Kraljevina Poljska proširuje se na istok, 1340, uključuje zemlje današnjeg Przemyśla i 1366. Kamenec-Podol’skij. 
Naselja Poljaka postala su uobičajna nakon Poljsko-litvanskog mirovnog sporazuma potpisanog 1366. godine između Kazimira III. Velikog i Liubartasa. Kasnije Poljski utjecaj na istočnu Ukrajini ostarivan je preko Lublinske unije (1569.), Kneževine Galicije i zapadne Volinje koje su bile dio Kraljevine Poljske kao Rusinsko vojvodstvo, dok je ostatak Crvena Rus' zajedno s Kijevom bila pod litavskom kontrolom.
Situacija poljske manjine popravila se nakon što je Ukrajina stekla neovisnost. Dana 13. listopada, 1990. Poljska i Ukrajina potpisale su "Deklaraciju o osnovama i općim pravcima u razvoju poljsko-ukrajinskih odnosa" u kojoj se obje zemlje obavezale poštovati prava nacionalnih manjina i poboljšati njihovu situaciju. 

## Stanovništvo
Broj Poljaka u Ukrajini pada nakon Ukrajine neovisnosti. Prema popisu stanovništva 2001. godine u Ukrajini živi s 144.130 Poljaka od čega najviše u Žitomirskoj (oko 49.000), Hmeljničkoj (oko 20.000) i Lavovskoj oblasti (oko 19.000). Neki poljski izvori navode da u Ukrajini živi 900.000 Poljaka.
| Poljaka | 476.435 | 357.710 | 363.297 | 295.107 | 258.309 | 219.179 | 144.130 |
| postotak | 1,6%    | 1,2%    | 0,9%    | 0,6%    | 0,5%    | 0,4%    | 0,3%    |
| 1 izvor: . 2 Source: Arhivirana inačica izvorne stranice od 21. prosinca 2012. (Wayback Machine). 3 izvor: . 4 izvor: . 5 izvor: . 6 izvor: . 7 izvor:: . |         |         |         |         |         |         |         |

Prema popisu stanovništva 2001. godine Poljaci u Ukrajini većinom govore ukrajinskim jezikom njih 71,0%, zatim ruskim 15,6%, te poljskim njih 12,9%. Prema vjeroispovijesti velika većina Poljaka su katolici.

## Vanjske poveznice
- Popis poljskih udruga u Lavovskom distriktu  Arhivirana inačica izvorne stranice od 20. ožujka 2011. (Wayback Machine)
- Popis poljskih udruga u Odeškom okrugu  Arhivirana inačica izvorne stranice od 26. lipnja 2010. (Wayback Machine)